# Beograd Lufthavn
Beograd Lufthavn eller Beograd Nikola Tesla Lufthavn (IATA: BEG, ICAO: LYBE) er en international lufthavn i Serbien. Den er beliggende to kilometer vest for Surčin, 12 km fra centrum af landets hovedstad Beograd.
I 2012 betjente lufthavnen 3.363.919 passagerer og havde 44.990 start- og landinger, hvilket gjorde den til landets travleste. 

## Historie
Beograds første internationale lufthavn, Dojno polje Lufthavn, blev indviet den 25. marts 1927. Flere af de store europæiske flyselskaber benyttede lufthavnen indtil starten af 2. verdenskrig. I 1941 blev området besat af tyskerne, og De Allierede bombede stedet i 1944. Senere samme år ødelagde tyskerne de sidste rester af bygninger og faciliteter inden de forlod landet i oktober. Derefter begyndte man at genopbygge lufthavnen, og i 1947 havde JAT Yugoslav Airlines det meste af indenrigs- og udenrigstrafikken. Året efter begyndte vesteuropæiske selskaber igen at benytte lufthavnen.
Som en del af en stor plan for Beograds infrastruktur, blev det besluttet at der skulle opføres en helt ny og tidssvarende lufthavn. Ved byen Surčin, 12 kilometer uden for centrum af Beograd blev der fundet et egnet område til en lufthavn. I april 1958 begyndte byggeriet, og den 28. april 1962 kunne præsident Josip Broz Tito officielt åbne Beograds nye lufthavn. 
I 2006 skiftede lufthavnen navn fra 'Belgrade International Airport' til det nuværende, for at hædre fysikeren Nikola Tesla.

## Galleri
- Terminalerne og forpladsen set fra luften.
- Terminal 1
- Terminal 2